# 森讷比尔
森讷比尔（德語：Sönnebüll）是德国石勒苏益格－荷尔斯泰因州的一个市镇。总面积4.29平方公里，总人口270人，其中男性135人，女性135人（2011年12月31日），人口密度63人/平方公里。